# Clivia miniata
Espèce
Clivia miniata est une espèce de Clivia (famille des Amaryllidaceae) originaire d'Afrique du Sud. Cette plante ornementale aussi appelée Clivie vermillon, Lis de St-Joseph ou Lis du Natal, pousse bien en appartement dans les zones à hiver froid.

## Répartition et habitat

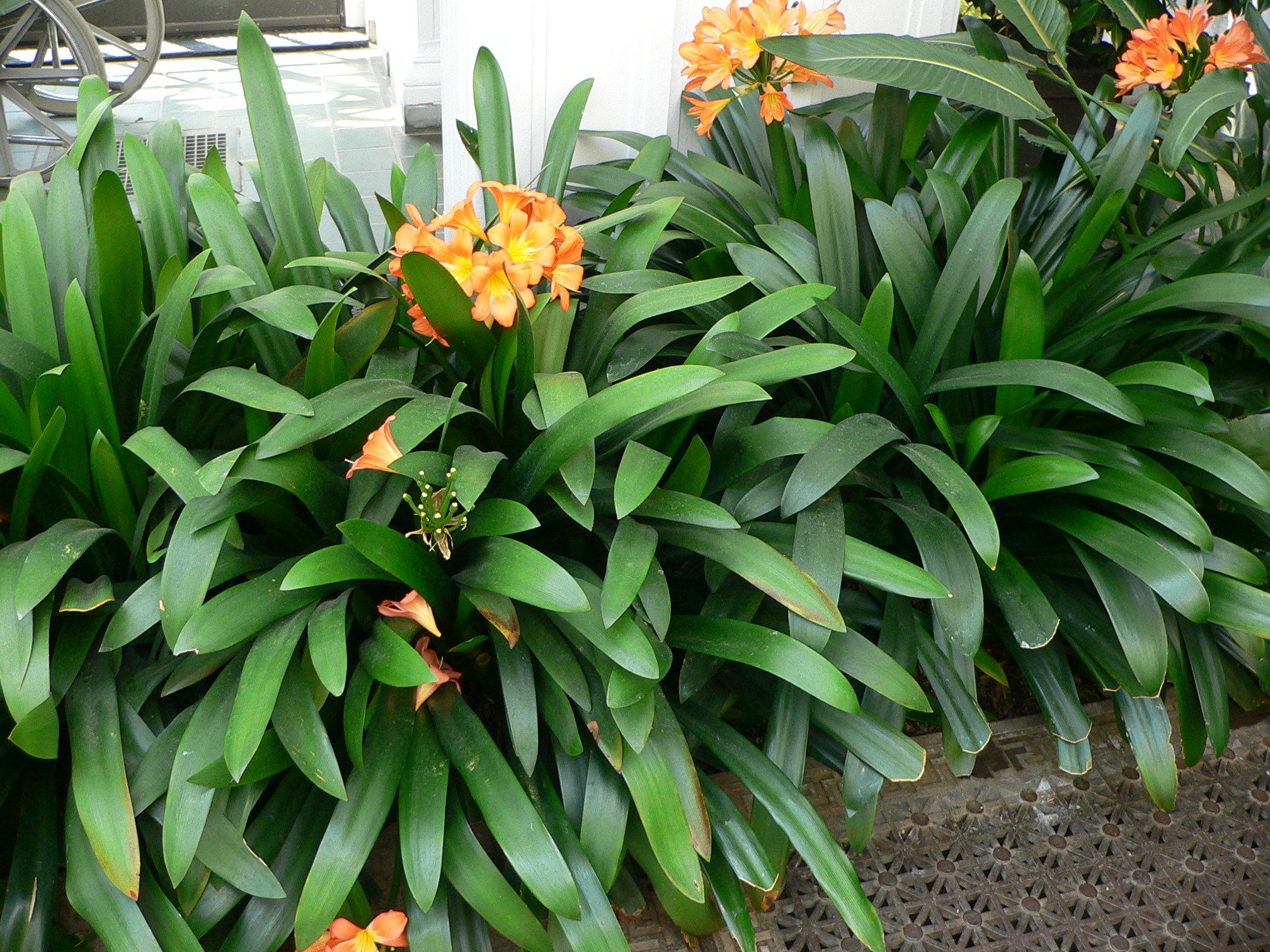
Les Clivia sont souvent plantés en massif dans les régions à hiver doux.

Les Clivia sont originaires d'Afrique australe où ils poussent dans l'ombrage des autres espèces (zone USDA 10).

## Description

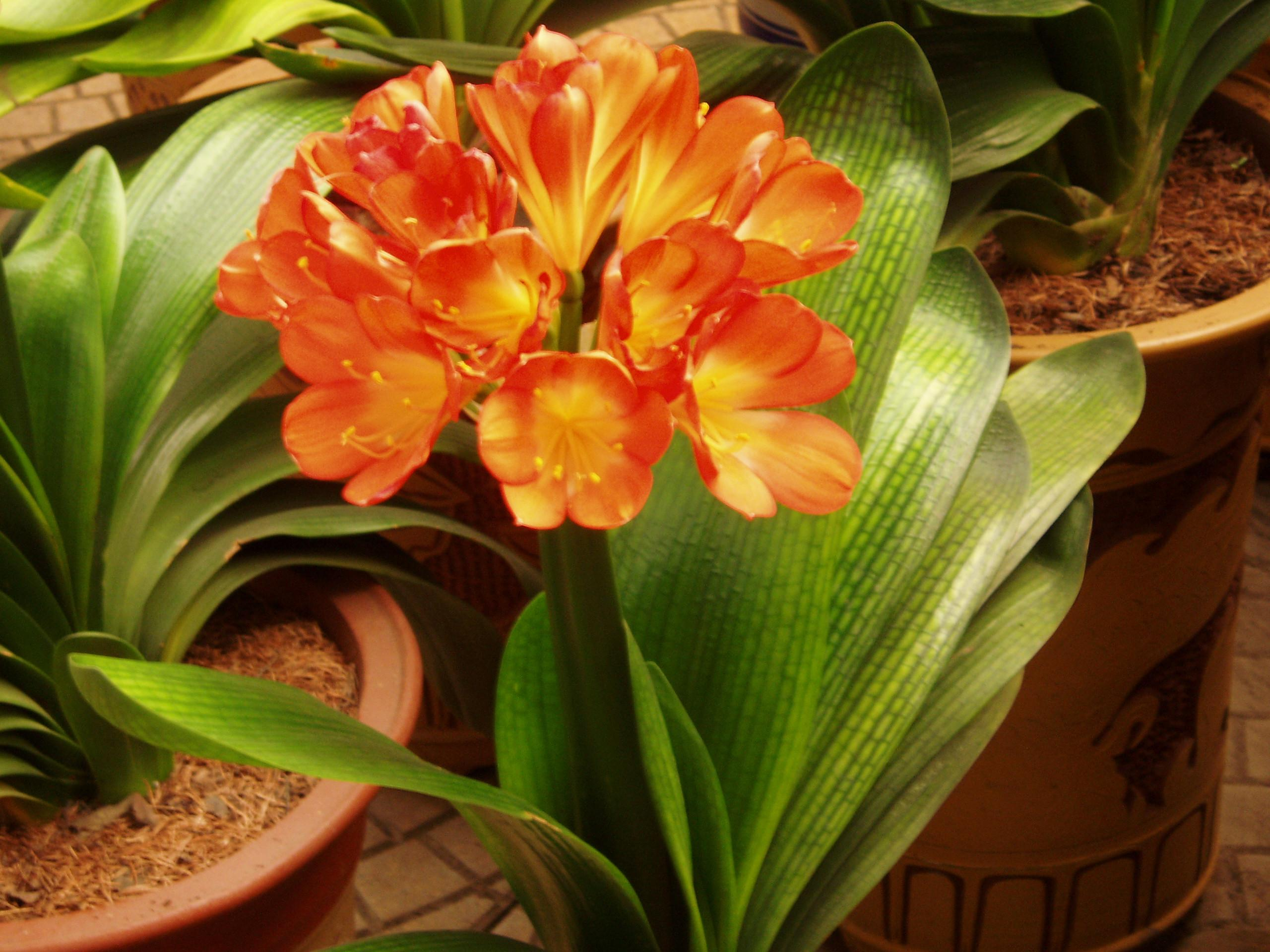
Clivia à fleurs orange.

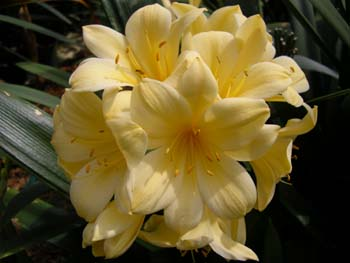
Clivia à fleurs jaunes.

Cette plante vivace à croissance lente a de grosses racines charnues servant d'organes de réserve comme les plantes épiphytes dont elle est proche.
Elle porte de nombreuses feuilles d'un vert vif de 50 cm de long.
Ses fleurs sont rouge-orangé, orange ou jaune, avec souvent la base jaune. Elles dégagent un léger parfum très doux. Elles apparaissent au printemps en ombelle par groupe de 10 à 20 sur une hampe florale de 45 cm de haut.

## Toxicité
Les bulbes contiennent de faibles quantités de lycorine, alcaloïde toxique.

## Culture
La plante apprécie un substrat très drainant et une exposition à mi-ombre.
Elle ne supporte pas les températures inférieures à 5 °C mais elle pousse bien en pot qu'on placera en serre froide de la mi-octobre à la mi-février (température idéale: 10 °C et arrosage réduit si on souhaite obtenir une bonne floraison au printemps).
Arroser et donner régulièrement de l'engrais pendant la période de floraison de mars à septembre.

### Multiplication

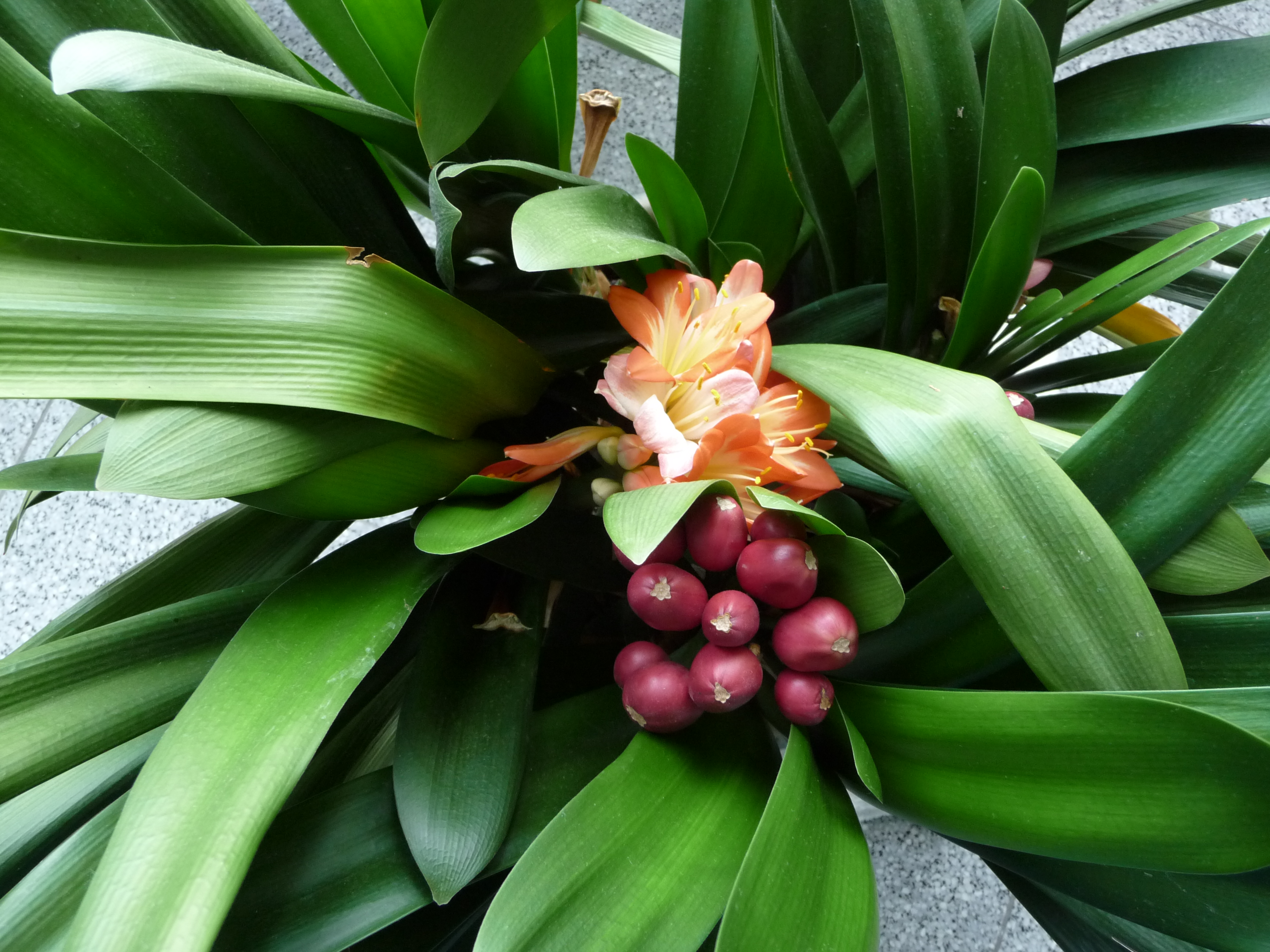
Les fruits de Clivia sont matures après 9 mois de croissance.

On multiplie les Clivia par les caïeux qui se développent sur les côtés des bulbes et qu'on détache à l'automne. On les propage aussi par le semis, dans du sable ou de la terre de bruyère, en appuyant seulement les graines à la surface du sol, sans les enterrer, et en les tenant à l'ombre. Prévoir 4 à 5 ans avant la première floraison.

## Confusion possible
Elle est parfois confondue avec une agapanthe.